# Alouchta
Alouchta (en ukrainien et russe : Алушта ; en tatar de Crimée : Aluşta ; en grec : Alouston) est une station balnéaire de l'Ukraine située en république autonome de Crimée, sur la mer Noire. Elle est le chef-lieu administratif de la municipalité d'Alouchta, occupée par la Russie depuis 2014.
En 2013, sa population s’élève à 28 418 habitants.

## Géographie
Alouchta est située sur la mer Noire, au sud-est de la péninsule de Crimée, à 27 km de Yalta.

## Histoire
La ville a été fondée au VIe siècle par l'empereur Justinien. Elle s'appelait Alouston (Αλουστον) sous l'Empire byzantin et Lusta sous la domination génoise.
Adam Mickiewicz a dédié deux de ses Sonnets de Crimée (1826) à Alouchta.
Il existe à Alouchta des vestiges d'une tour de défense byzantine et une forteresse génoise du XVe siècle.
Au cours de la Seconde Guerre mondiale, fin 1941, environ 300 juifs de la ville et des environs sont assassinés lors d'exécutions de masse perpétrées par un Einsatzgruppen.

## Population
Recensements (*) ou estimations de la population :
| 1805 | 1923* | 1926* | 1939* | 1959*  | 1970*  |
| ---- | ----- | ----- | ----- | ------ | ------ |
| 208  | 3 771 | 4 806 | 8 799 | 13 193 | 22 016 |

| 1979*  | 1989*  | 2001*  | 2011   | 2012   | 2013   |
| ------ | ------ | ------ | ------ | ------ | ------ |
| 28 547 | 36 413 | 29 781 | 28 919 | 28 642 | 28 418 |

## Transports
Alouchta est reliée par le Trolleybus de Crimée à Simferopol (45 km) et à Yalta (41 km). La ligne franchit les monts de Crimée au col d'Angarskyï (altitude 752 m). La ville possède aussi un port de pêche.

## Jumelage
- Santa Cruz, Californie (États-Unis)
- Dzierżoniów (Pologne)
- Cassis (France)

## Galerie

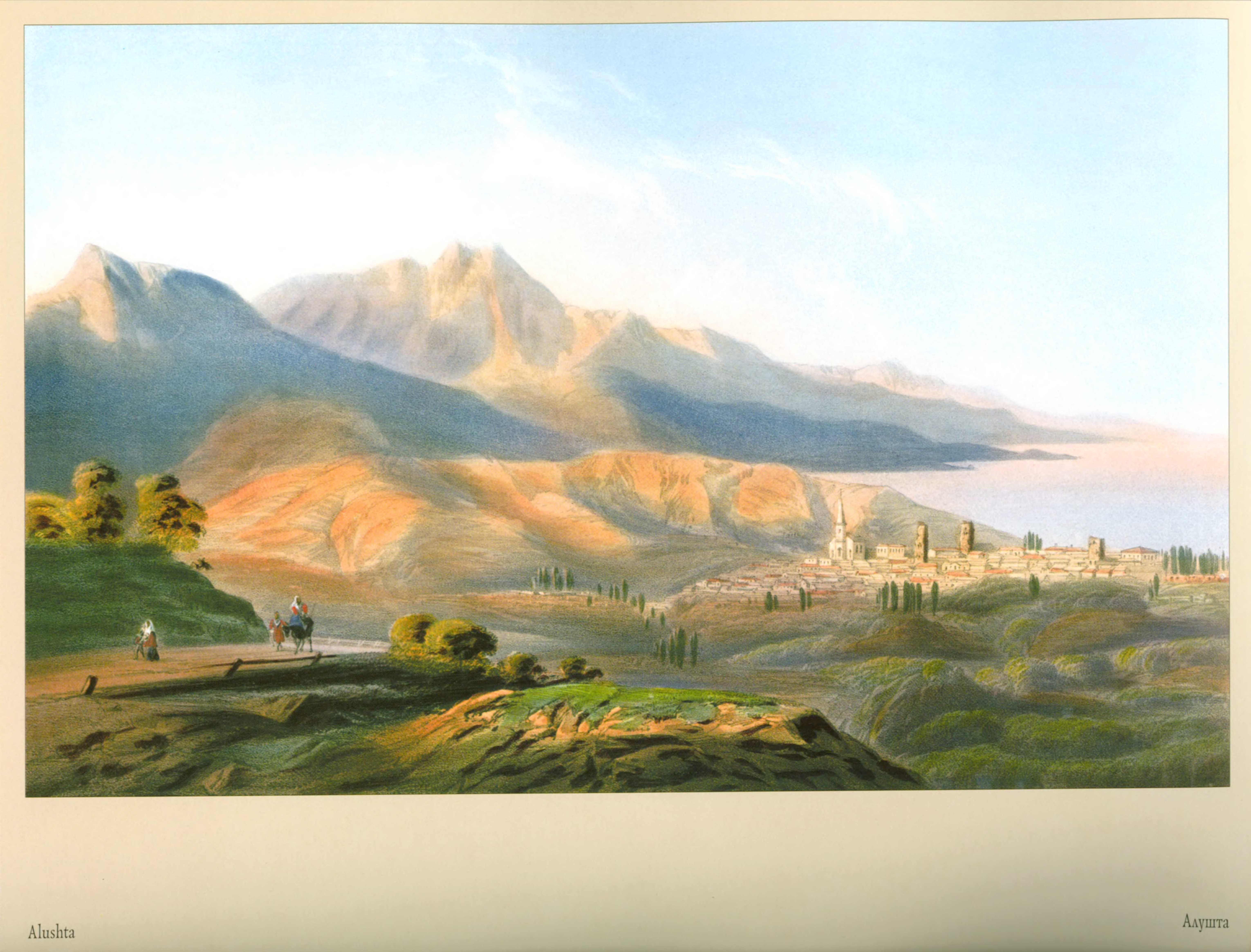
Alouchta en 1856 : peinture de Carlo Bossoli,
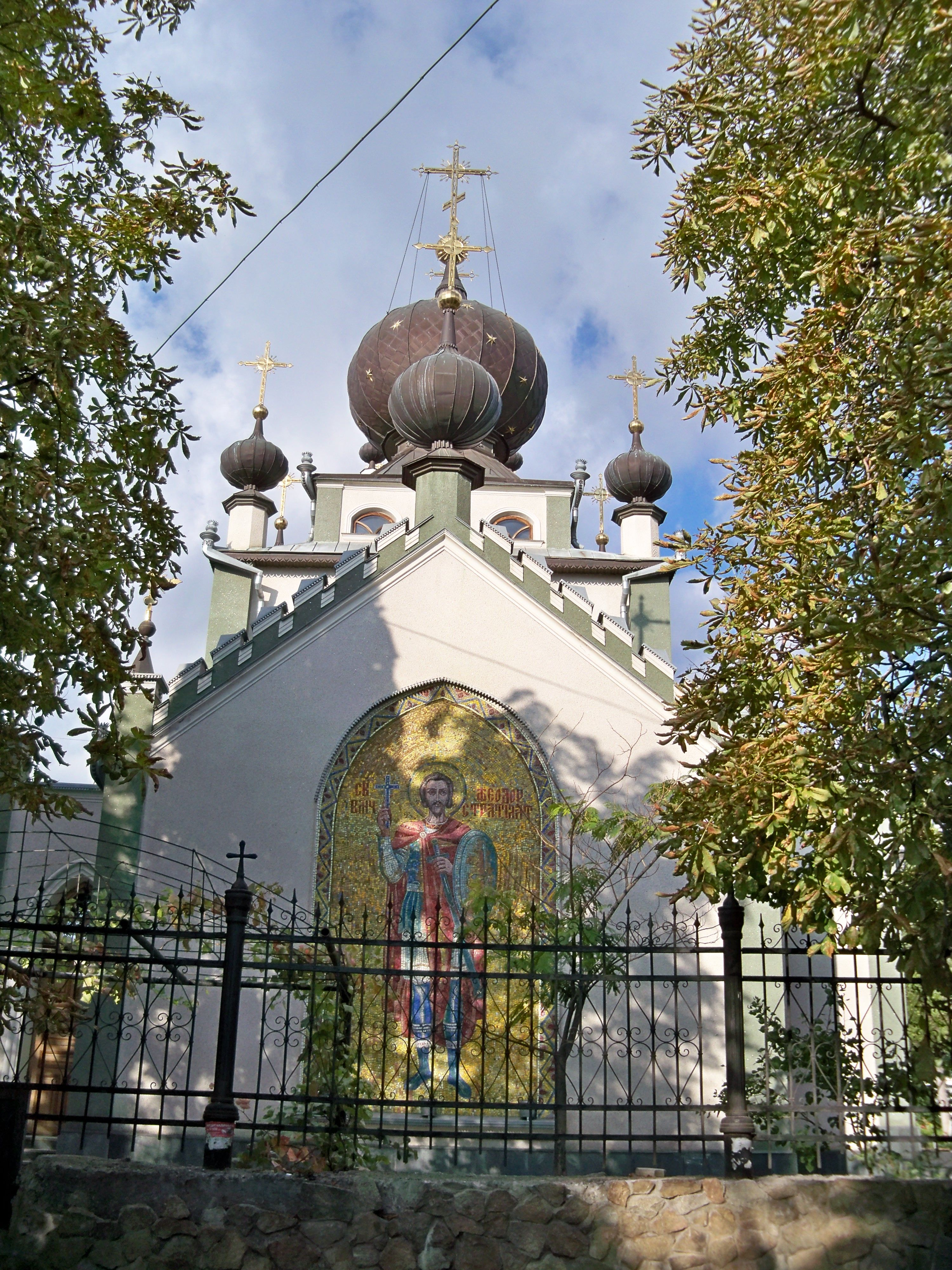
église st-Théodore, classée[3],
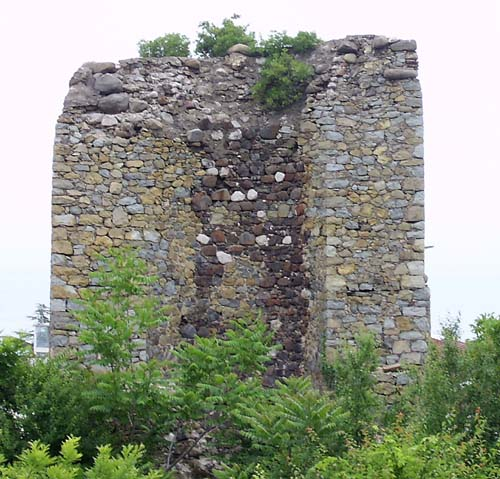
Vestiges du château d'Alouston, classée
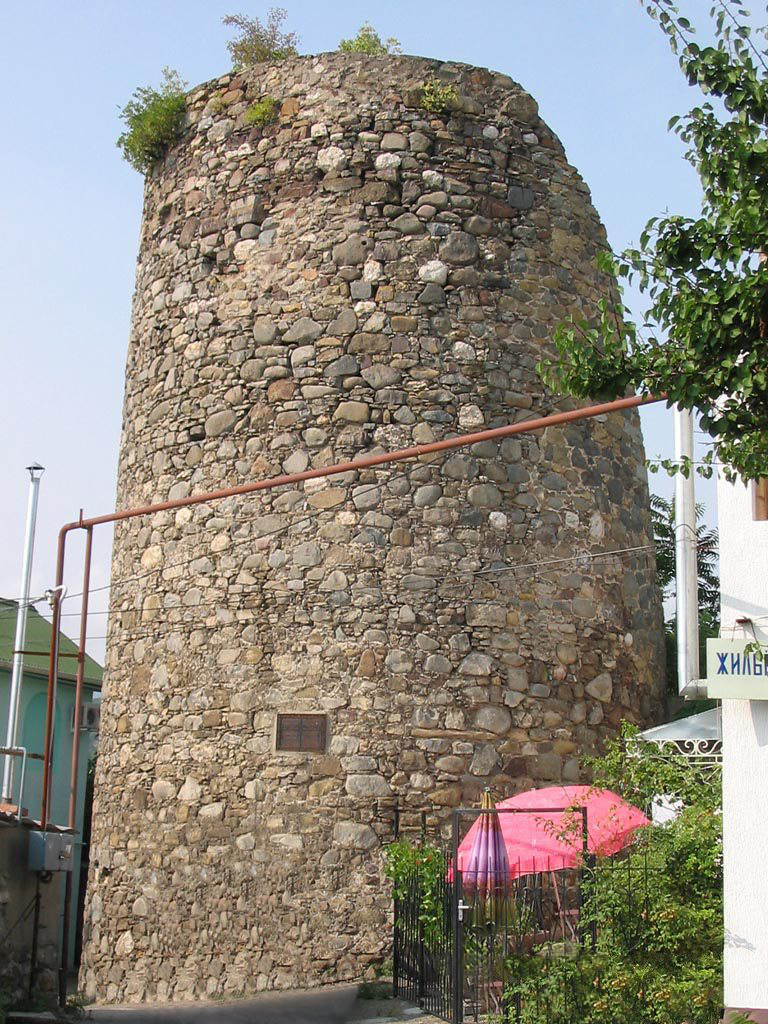
Tour génoise du XVe siècle,
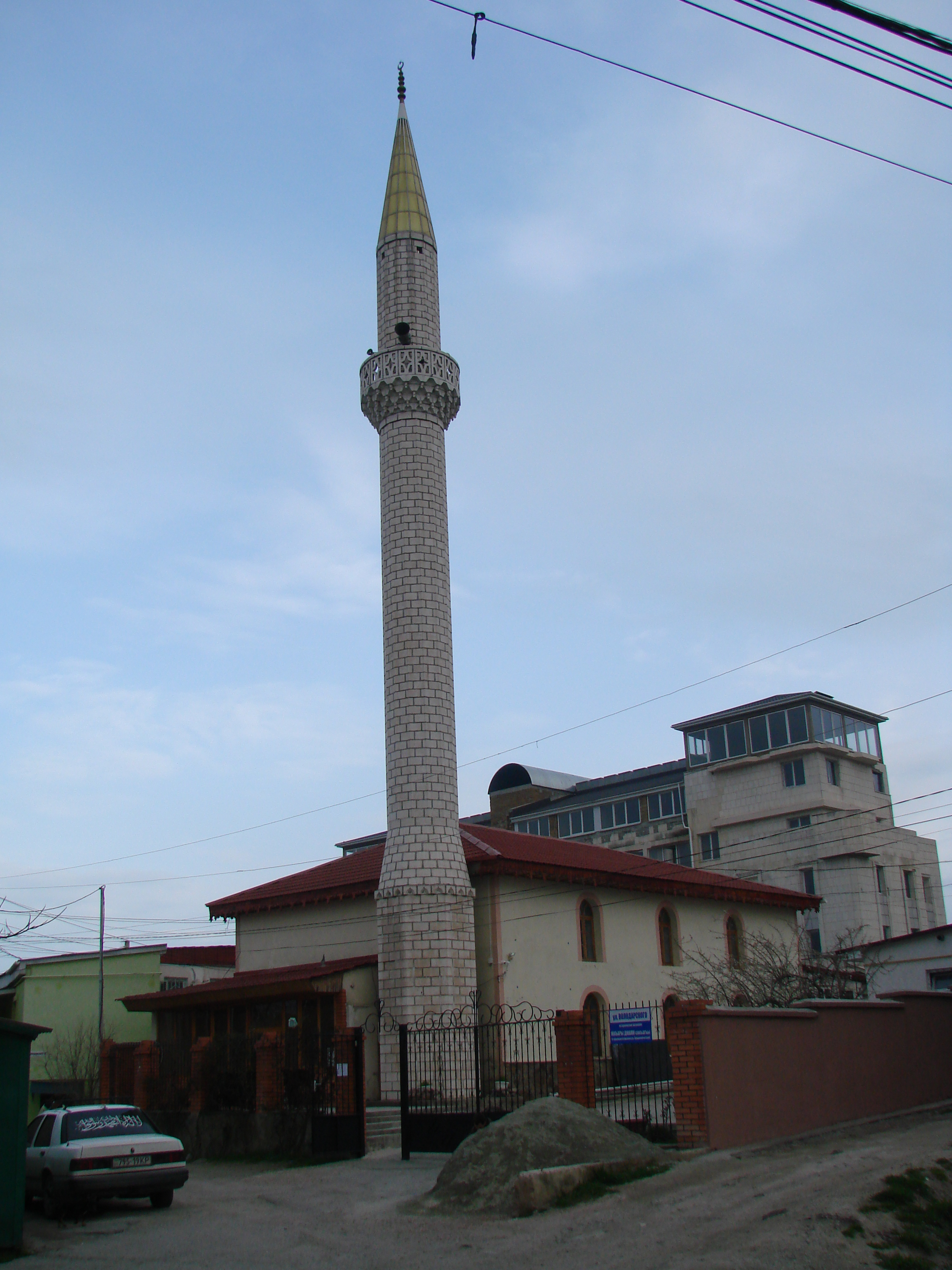
Mosquée Youkhari-Djami d'Alouchta,
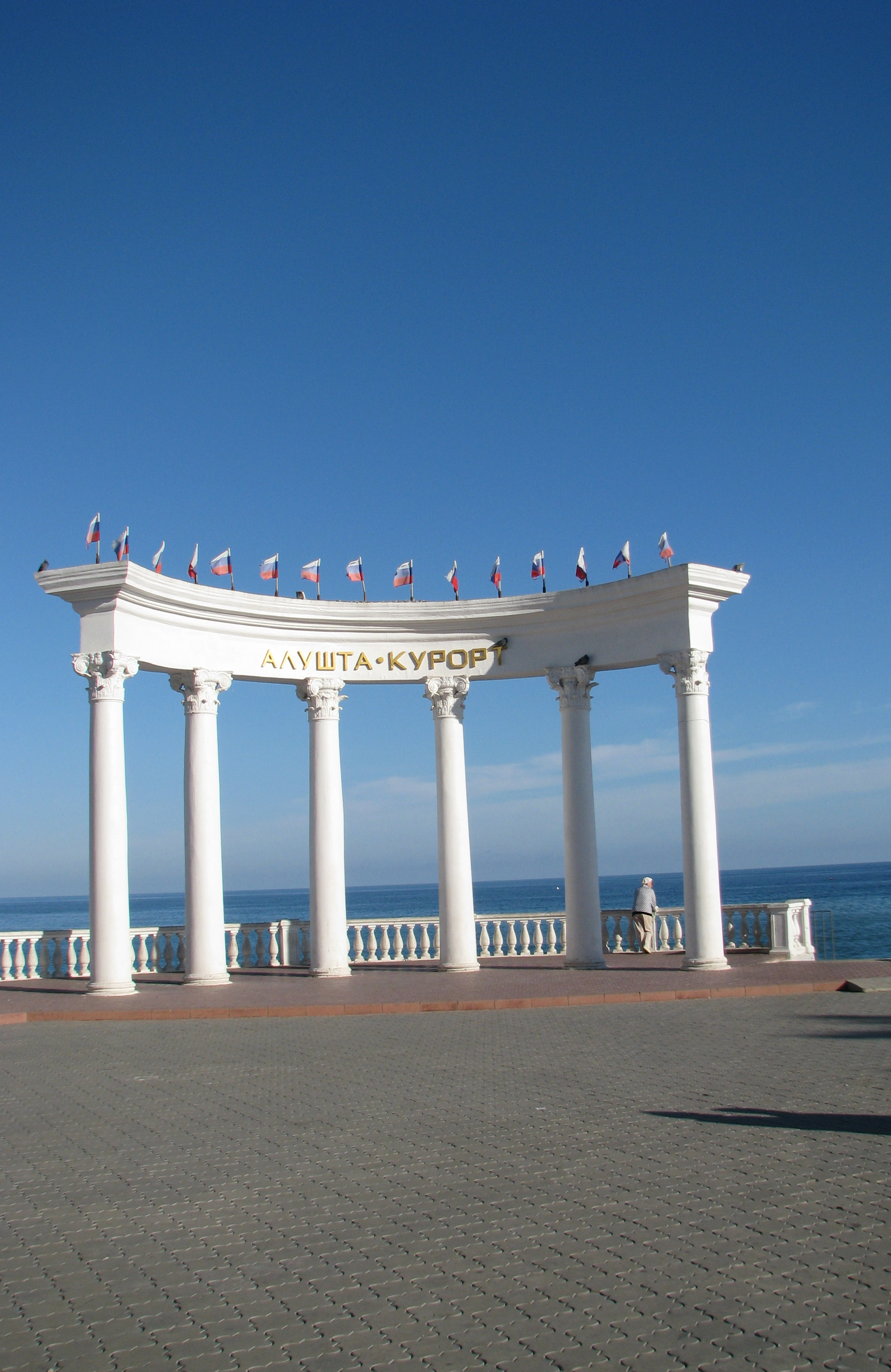
Rotonde - symbole touristique,
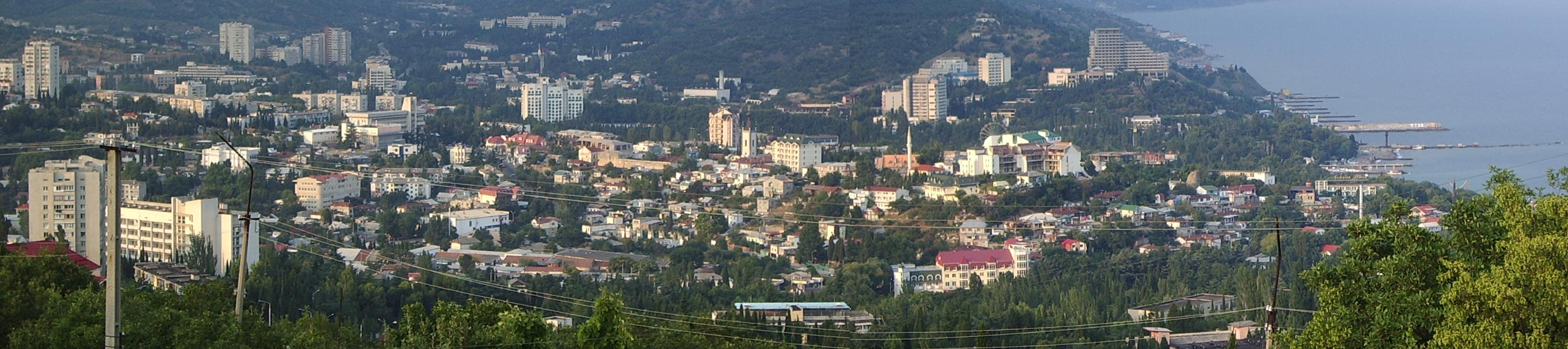
Vue générale.